# Carex fructus
Carex fructus är en halvgräsart som beskrevs av Anton Albert Reznicek. Carex fructus ingår i släktet starrar, och familjen halvgräs. Inga underarter finns listade i Catalogue of Life.